# DniproHES
DniproHES (ukrainska: ДніпроГЕС, eller Дніпровська ГЕС, Dniprovska HES) är ett vattenkraftverk i Dnepr vid staden Zaporizjzja i Ukraina. Det är Ukrainas största vattenkraftverk. Av de sex nuvarande vattenkraftverken längs Dneprs lopp är detta det femte och näst nedersta. Vattenkraftverket invigdes första gången 1932 och låg då i den sovjetiska republiken Ukrainska SSR.
Den 18 augusti 1941, under andra världskriget, sprängdes dammbyggnaden av den sovjetiska säkerhets- och underrättelsetjänsten NKVD för att bromsa framryckande tyska trupper. Sprängningen av dammbyggnaden lär ha orsakat omkring 100 000 människors död när området nedströms dammen översvämmades. Kraftverket återställdes delvis men förstördes återigen 1943 av då retirerande tyska trupper.
Dammbyggnaden renoverades år 1947 och fyra år senare startade elproduktionen. Den andra delen av kraftverket byggdes år 1974–1978. Båda delarna har senare renoverats och byggts ut och idag har vattenkraftverket en effekt på 1 548 MW.

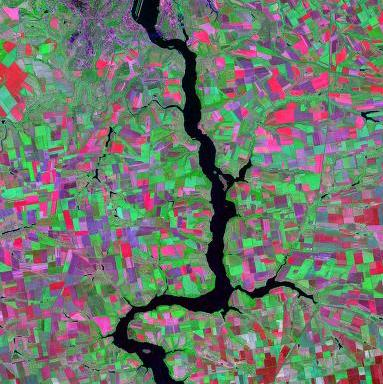
Dnepr-reservoaren från Landsat.

Dniproreservoaren, som är 129 kilometer lång och upp till 7 kilometer bred, översvämmar nio tidigare forsar i Dnepr med en fallhöjd på 50 meter och höjde vattennivån i floden med 37 meter när den byggdes. Den rymmer 850 miljoner kubikmeter och förser DniproHES med vatten.